# Sayeria
Sayeria es un género con unas 50 especies de orquídeas. Ha sido separado del género Dendrobium. Son orquídeas epifitas que se encuentran en las cálidas y húmedas selvas tropicales del Sudeste de Asia, Australasia y Nueva Guinea.

## Descripción
Son pequeñas o grandes orquídeas epífitas o litófitas con pseudobulbos agrupados, fusiformes, cilíndricos, de olor verde, amarillo, naranja o de color púrpura y segmentados, llevando en la parte superior de una o unas pocas hojas grandes, lanceoladas a elípticas y una breve inflorescencia lateral con hasta una docena de flores.
Las flores son pequeñas a grandes, generalmente carnosas y de larga vida, a menudo poco visibles, de color marrón verdoso, pero a veces sorprendentes y muy diferentes en su forma y cubiertas de pelos o espinas. A menudo tienen un olor característico y agradable.

## Distribución y hábitat
Se encuentran en las rocas cubiertas de musgo y en los árboles cercvanos a los ríos , en las cálidas y húmedas selvas costeras tropicales en los bosques de montaña en el Sudeste de Asia y Australasia, en concreto en Java, Molucas, Nueva Guinea, norte de Australia, Vanuatu, Islas Salomón y Carolinas.

## Sinonimia
Han sido segregadas del género Dendrobium Sw. sect. Latourea, Dendrobium Sw. sect. Holochrysa,

## Taxonomía
El género Sayeria fue separado del género Dendrobium Sw. sect. Latourea, Dendrobium Sw. sect. Holochrysa, por Rauschert.
El género cuenta actualmente con unas 50 especies.
La especie tipo es Sayeria paradoxa.

## Especies
- Sayeria aberrans (Schltr.) Rauschert (1983)
- Sayeria acutisepala (J.J.Sm.) Rauschert (1983)
- Sayeria alexandrae (Schltr.) Rauschert (1983)
- Sayeria amphigenya (Ridl.) Rauschert (1983)
- Sayeria armeniaca (P.J.Cribb) Rauschert (1983)
- Sayeria atroviolacea (Rolfe) Rauschert (1983)
- Sayeria bairdiana (F.M.Bailey) Rauschert (1983)
- Sayeria bifalcis (Lindl.) Rauschert (1983)
- Sayeria bilocularis (J.J.Sm.) Rauschert (1983)
- Sayeria convoluta (Rolfe) Rauschert (1983)
- Sayeria curvimenta (J.J.Sm.) Rauschert (1983)
- Sayeria dendrocolloides (J.J.Sm.) Rauschert (1983)
- Sayeria diceras (Schltr.) Rauschert (1983)
- Sayeria euryantha (Schltr.) Rauschert (1983)
- Sayeria eustachya (Schltr.) Rauschert (1983)
- Sayeria eximia (Schltr.) Rauschert (1983)
- Sayeria finisterrae (Schltr.) Rauschert (1983)
- Sayeria forbesii (Ridl.) Rauschert (1983)
- Sayeria hodgkinsonii (Rolfe) Rauschert (1983)
- Sayeria incurvilabia (Schltr.) Rauschert (1983)
- Sayeria informis (J.J.Sm.) Rauschert (1983)
- Sayeria johnsoniae (F.Muell.) Rauschert (1983)
- Sayeria laurensii (J.J.Sm.) Rauschert (1983)
- Sayeria leucohybos (Schltr.) Rauschert (1983)
- Sayeria macrophylla (A.Rich.) Rauschert (1983)
- Sayeria mayandyi (T.M.Reeve & Renz) Rauschert (1983)
- Sayeria minutiflora Rauschert (1983)
- Sayeria mooreana (Lindl.) Rauschert (1983)
- Sayeria muscifera (Schltr.) Rauschert (1983)
- Sayeria neglecta (Gagnep.) Rauschert (1983)
- Sayeria otaguroana (A.D.Hawkes) Rauschert (1983)
- Sayeria pachystele (Schltr.) Rauschert (1983)
- Sayeria palawensis (Schltr.) Rauschert (1983)
- Sayeria paradoxa Kraenzl. (1894)
- Sayeria pleurodes (Schltr.) Rauschert (1983)
- Sayeria polysema (Schltr.) Rauschert (1983)
- Sayeria pseudotokai (Kraenzl.) Rauschert (1983)
- Sayeria psyche (Kraenzl.) M.A.Clem. & D.L.Jones (2002)
- Sayeria punamensis (Schltr.) Rauschert (1983)
- Sayeria rhodosticta (F.Muell. & Kraenzl.) Rauschert (1983)
- Sayeria rhomboglossa (J.J.Sm.) Rauschert (1983)
- Sayeria rigidifolia (Rolfe) Rauschert (1983)
- Sayeria ruginosa (Ames) Rauschert (1983)
- Sayeria ruttenii (J.J.Sm.) Rauschert (1983)
- Sayeria simplex (J.J.Sm.) Rauschert (1983)
- Sayeria spectabilis (Blume) Rauschert (1983)
- Sayeria subquadrata (J.J.Sm.) Rauschert (1983)
- Sayeria terrestris (J.J.Sm.) Rauschert (1983)
- Sayeria torricellensis (Schltr.) Rauschert (1983)
- Sayeria uncipes (J.J.Sm.) Rauschert (1983)
- Sayeria violascens (J.J.Sm.) Rauschert (1983)
- Sayeria wisselensis (P.J.Cribb) Rauschert (1983)
- Sayeria woodsii (P.J.Cribb) Rauschert (1983)